# لحبك (مسلسل)
لحبك٬ (بالإسبانية: Por tu amor)‏٬ (بالإنجليزية: For your love)‏٬ هو مسلسل مكسيكي من إنتاج شركة تيليفيزا لعام 1999، وهو من بطولة غابرييلا سبانيك٬ ساوول ليسازو وكاتي بربري.

## القصة
يأتي لشعب سان كارلوس رجل وسيم، مليونير يدعى ماركو دوران وذلك خصيصا لتعزيز أعماله في المنطقة وذلك أيضا للابتعاد عن صديقته السابقة ميراندا نارفايز المهووسة والغير مستقرة٬ تبدأ قصة تكشف من شأنها أن العنان لأقوى المشاعر.
ماريا ديل سييلو مونتالفو هي الشابة الجميلة٬ العظيمة والقوية الشخصية التي توقظ إعجاب جميع الرجال٬ يقع ماركو في حبها من النظرة الأولى الذي لا يتردد في طلب يدها بعد رؤيتها للمرة الأولى. فهي المرأة التي لطالما حلم بها. لكن سييلو٬

## طاقم التمثيل
| الممثل          | الشخصية                                              |
| --------------- | ---------------------------------------------------- |
| غابرييلا سبانيك | ماريا ديل سييلو مونتالفو دي دوران/أورورا دي مونتالبو |
| ساوول ليسازو    | ماركو دوران                                          |
| كاتي بربري      | ميراندا نارفايز دي دوران                             |

## روابط خارجية
- لحبك على موقع IMDb (الإنجليزية)
- لحبك على موقع كينوبويسك (الروسية)
- لحبك على موقع قاعدة بيانات الفيلم (الإنجليزية)